# Chantel Malone
Chantel Malone (née le 2 décembre 1991 à Porto Rico) est une athlète des Îles Vierges britanniques, spécialiste du saut en longueur.

## Biographie
Elle est porte-drapeau des Îles Vierges britanniques lors des Jeux du Commonwealth 2014 (elle se classe 4e de la longueur avec 6,41 m).
Elle participe aux championnats du monde 2017 et se qualifie pour la finale du saut en longueur. Elle termine 7e avec 6,57 m.
Tenante du titre à cette compétition après sa victoire en 2014, Chantel Malone décroche cette fois l'argent lors des Jeux d'Amérique centrale et des Caraïbes de 2018 à Barranquilla avec 6,52 m, derrière la Colombienne Caterine Ibargüen (6,83 m).
Le 26 avril 2019, elle bat son record personnel de plus de 20 centimètres et porte son record national à 6,90 m, meilleure performance mondiale de l'année 2019.
Le 6 août 2019, elle entre dans l'histoire du sport des Îles Vierges britanniques en décrochant la première médaille du pays aux Jeux panaméricains, en remporte l'or à Lima avec un meilleur saut à 6,68 m, au premier essai. Elle devance sur le podium l'Américaine Keturah Orji (6,66 m) et la Jamaïcaine Tissanna Hickling (6,59 m).

## Palmarès
| Date | Compétition                              | Lieu         | Résultat | Épreuve   | Marque        |
| ---- | ---------------------------------------- | ------------ | -------- | --------- | ------------- |
| 2009 | Champ. d'Am. centrale et des Caraïbes    | La Havane    | 5e       | 4 x 400 m | 3 min 37 s 62 |
| 2009 | Champ. d'Am. centrale et des Caraïbes    | La Havane    | 10e      | Longueur  | 5,85 m        |
| 2010 | Championnats du monde juniors            | Moncton      | 8e       | 400 m     | 53 s 91       |
| 2010 | Championnats du monde juniors            | Moncton      | 4e       | Longueur  | 6,17 m        |
| 2011 | Champ. d'Am. centrale et des Caraïbes    | Mayagüez     | 4e       | Longueur  | 6,23 m        |
| 2013 | Champ. d'Am. centrale et des Caraïbes    | Morelia      | 4e       | Longueur  | 6,35 m        |
| 2014 | Jeux du Commonwealth                     | Glasgow      | 4e       | Longueur  | 6,41 m        |
| 2014 | Jeux d'Amérique centrale et des Caraïbes | Veracruz     | 1re      | Longueur  | 6,46 m        |
| 2015 | Jeux panaméricains                       | Toronto      | 5e       | Longueur  | 6,62 m        |
| 2015 | Championnats NACAC                       | San José     | 2e       | Longueur  | 6,69 m        |
| 2017 | Championnats du monde                    | Londres      | 7e       | Longueur  | 6,57 m        |
| 2018 | Jeux du Commonwealth                     | Gold Coast   | 5e       | Longueur  | 6,48 m        |
| 2018 | Jeux d'Amérique centrale et des Caraïbes | Barranquilla | 2e       | Longueur  | 6,52 m        |
| 2018 | Championnats NACAC                       | Toronto      | 5e       | Longueur  | 6,19 m        |
| 2019 | Jeux panaméricains                       | Lima         | 1re      | Longueur  | 6,68 m        |

## Records
| Épreuve          | Marque      | Lieu  | Date         |
| ---------------- | ----------- | ----- | ------------ |
| Saut en longueur | 7,08 m (NR) | Miami | 27 mars 2021 |